# Cimetière protestant de Nîmes
Le Cimetière protestant est un édifice religieux de la ville de Nîmes, dans le département du Gard et la région Languedoc-Roussillon. Cimetière collectif protestant le plus ancien de France, il contient près de 6 000 tombes dont 2 720 « actives » et plusieurs notoriétés nîmoises.

## Localisation
Le cimetière est situé au 17bis avenue du Pasteur-Paul-Brunel, anciennement la route d'Alès, à Nîmes.

## Historique
Ce n'est qu'en 1782 que la première sépulture eut lieu après l'autorisation accordée par le roi Louis XVI en 1776, dans des parcelles de vigne et d'oliviers en dehors de la ville de Nîmes.
Il est inscrit comme monument historique depuis 2001.

## Architecture
Il renferme la statue tombale de l'Immortalité, la dernière sculpture de Pradier. Haute de deux mètres, elle fut sculptée au début du XIXe siècle. La statue est classée à titre objet au titre des monuments historiques depuis le 20 décembre 1911.

## Personnalités inhumées au cimetière protestant de Nîmes
- Charles-Édouard Babut (1835-1916), pasteur.
- Élisabeth Barbier (1911-1996), romancière
- Antoine Bigot (1825-1897), poète d'expression occitane
- Auguste Bosc (1827-1879), sculpteur
- Jean-Paul Brusset (1909-1985), peintre décorateur et illustrateur
- Jean Donnedieu de Vabres (1918-2009), haut fonctionnaire
- Jean Dubuisson (1914-2011), architecte
- Henri-Jacques Espérandieu (1829-1874), architecte
- Jacques Favre de Thierrens (1895-1973), aviateur et peintre
- Charles Gide (1847-1932), théoricien de l'économie sociale
- Edmond Guiraud (1879-1961), dramaturge et acteur
- Fanfonne Guillierme (1895-1989), manadière
- Robert de Joly (1887-1968), spéléologue
- Marcel Mérignargues (1884-1965), sculpteur français
- Francis Ponge (1899-1988), poète
- Émile Reinaud (1854-1924), avocat et homme politique
- Louis Rossel (1844-1871), officier et homme politique
- Jules Salles-Wagner (1814-1900), peintre
- Benjamin Valz (1787-1867), astronome
- Samuel Vincent (1787-1837), pasteur